# Andreas Aarflot
Andreas Aarflot, född den 1 juli 1928 i Yiyang i provinsen Hunan i Kina, är en norsk teolog och biskop emeritus i Norska kyrkan. 

## Biografi
Aarflot föddes i Kina, där hans föräldrar tjänstgjorde som missionärer för Det norske misjonsselskap. Hans farfars farmor var Berthe Canutte Aarflot. 
Han blev cand. theol. vid Det teologiske menighetsfakultet 1951 och dr. theol. vid Universitetet i Oslo 1970. Han har även studerat i Heidelberg, England och USA. Aarflot har bland annat arbetat för Den norske sjømannsmisjon och Indremisjonsselskapet och verkat som präst i Røyken. Han blev knuten till Menighetsfakultetet som stipendiat 1960, blev  fakultetslektor från 1968 och docent 1970 innan han blev professor 1976. 
Samma år utnämndes han till biskop i Borg stift efter att Per Lønning drog sig tillbaka i protest mot abortlagstiftningen. 1978 efterträdde han Kaare Støylen som biskop i Oslo och biskopsmötets preses. I egenskap av preses höll han predikan under signingen av kung Harald V i Nidarosdomen den 23 juni 1991. 
Aarflot blev som biskop räknad som moderat konservativ och tillhörde vad som då sågs som centrum av Norska kyrkan teologiskt. 
Han blev hedersdoktor vid St. Olaf College 1987 och hedersmedlem av Finska kyrkohistoriska sällskapet 1978. 1979 utnämndes han till kommendör med stjärna av St. Olavs Orden.